# Tour-modèle type 1811

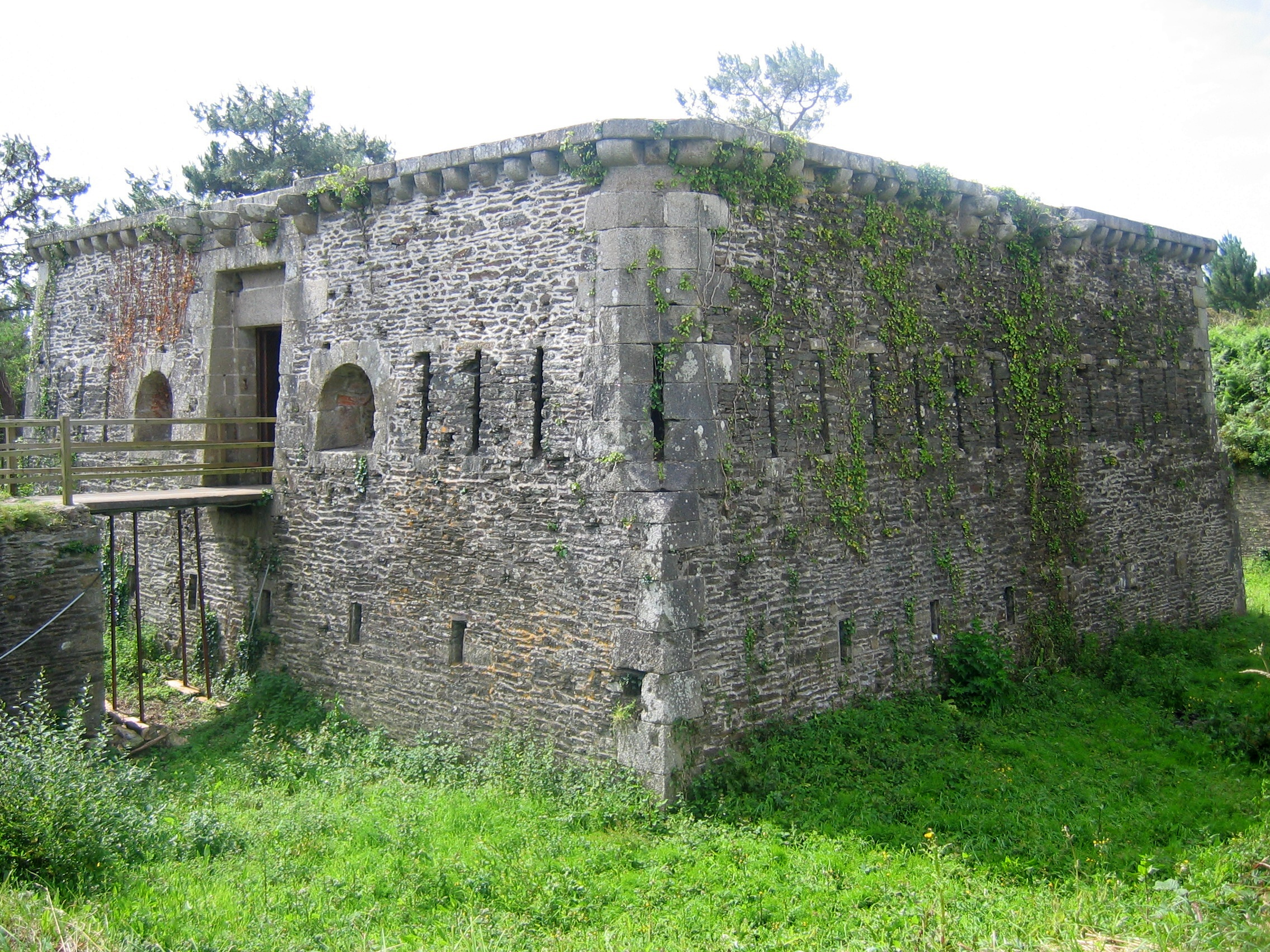
Pointe des Espagnols - Tour-modèle no 1 type 1811

Une tour-modèle, aussi nommée tour de l'Empire ou encore tour Napoléon est une construction standardisée créée en 1811.
Napoléon Ier voulant remédier à la désorganisation des défenses côtières, demanda la construction de défenses réunissant en un seul bâtiment les magasins à poudre, les magasins à vivres et le logement des canonniers. L'idée de Napoléon était que les canons des batteries de côte étaient très vulnérables à un raid ennemi. Ainsi il désirait rassembler les éléments en un seul ouvrage.
Ce programme de défense des côtes est connu sous le nom de « tours et redoutes modèles type 1811 ». Le programme de construction des tours-modèles initialement prévu sur 10 ans est lancé en 1812, mais est abandonné avec l'abdication de Napoléon en 1814. Sur les 160 ouvrages modèles prévus (106 sur la côte Atlantique ; 54 en Méditerranée), seules une dizaine de tours sont achevées en 1814 dont six dans le Finistère autour de la rade de Brest.

## Description de la tour-modèle
De plan carré à pan légèrement coupé et de forme pyramidale avec des murs de 0,5 m, la tour-modèle est construite sur trois niveaux. 
Elle est entourée d'un fossé et protégée par un glacis. Ses trois niveaux sont aménagés ainsi :
- 1er niveau voûté sur pilier central, accessible par un escalier droit ; murs percés de créneaux de fusillade flanquant le fossé sec, magasins à poudre, au matériel d'artillerie, aux vivres, et la citerne.
- 2e niveau voûté sur pilier central : rez-de-chaussée percé de créneaux de fusillade, entrée dotée d'un pont-levis basculant, casernements, logement du garde-batterie. Une embrasure à canon de chaque côté de l'entrée équipe la tour no 1.
- 3e niveau à l'air libre, accessible par un escalier droit : parapet à bretèches percé de créneaux de fusillade et terrasse d'artillerie.

### Tour-modèleno1type 1811

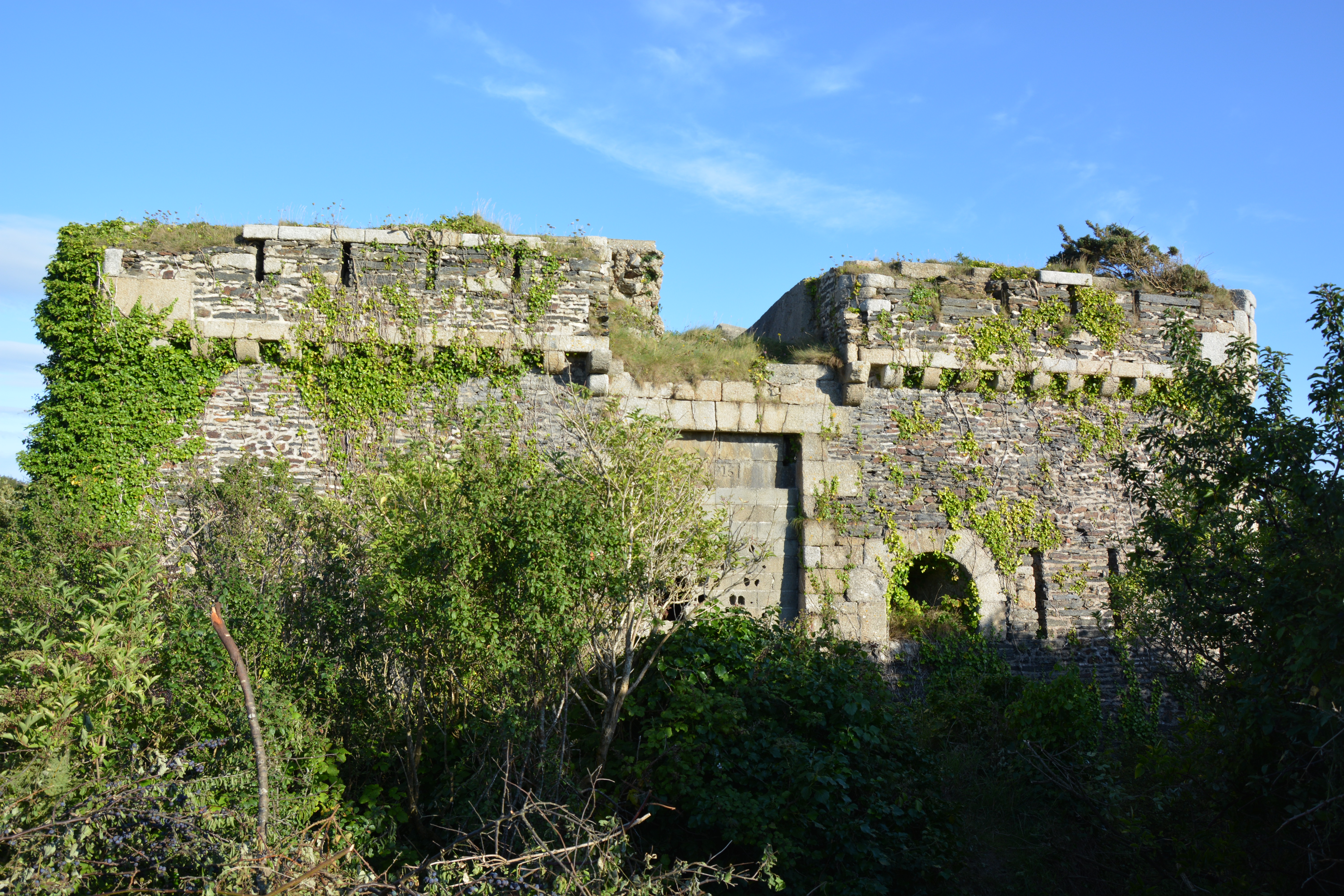
Réduit de la batterie haute de Cornouaille

La tour-modèle no 1 est large de 16 m de côté, comporte deux bretèches par face et peut loger 60 hommes, ainsi que quatre canons de 24 ou de 16 livres.
- Pointe de Cornouaille, Roscanvel[3]
- Pointe des Espagnols (parapet arasé), Roscanvel[4]
- Celle de de la pointe des Saumonards (côte est de l'île d'Oléron) qui se trouve à la gorge du fort éponyme. Elle présente une seule bretèche par face.
- Celle de Boyardville, en arrière de la plage éponyme. Sans bretèches mais avec deux caponnières de flanquement dans des angles opposés.

### Tour-modèleno2type 1811
La tour-modèle no 2 est large de 10,5 m de côté et peut loger 30 hommes, ainsi qu'un canon de campagne et deux caronades.
- Sommet du Chameau, Terre-de-Haut, Guadeloupe[5]

### Tour-modèleno3type 1811

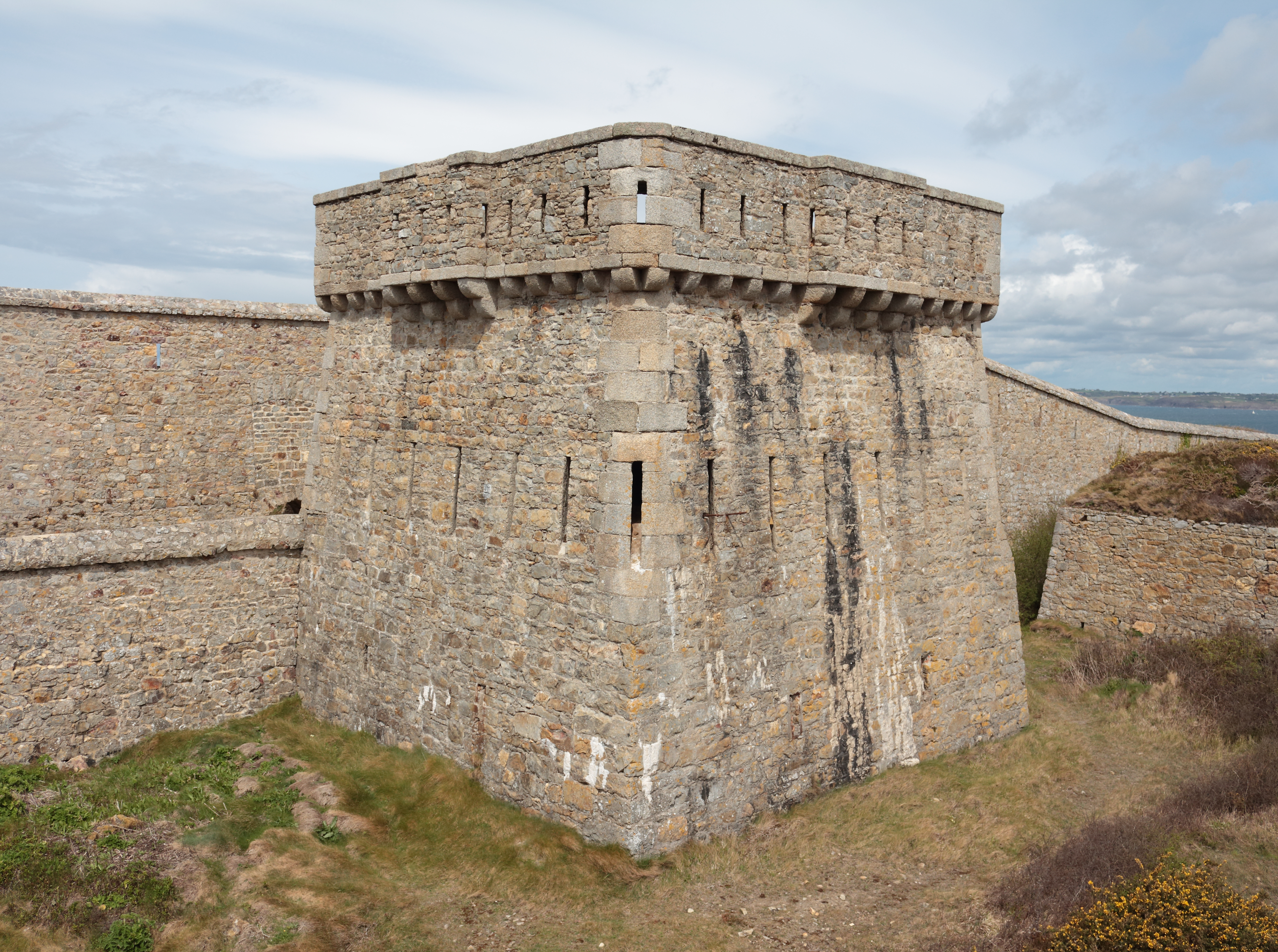
Tour modèle no 3 de la pointe du Toulinguet.

La tour-modèle no 3 est large de 9 m de côté, avec une bretèche par face et peut loger 18 ou 12 hommes et un gardien de batterie, ainsi que deux caronades.
- Pointe du Toulinguet, Camaret-sur-Mer[6]
- Pointe du Créac'h Meur (2e niveau et parapet arasés), Plougonvelin[7]

- Tour-modèle détruite
  - Pointe du Grand-Minou, Locmaria-Plouzané[8]
  - Saint-Marzin, Plougonvelin[9]

### Corps de garde défensifno4type 1811
Le corps de garde défensif no 4 est large de 9 m de côté et comprend deux niveaux.

### Corps de garde défensifno5type 1811
Le corps de garde défensif no 5 est large de 9 m de côté et comprend un niveau.

## Redoute-modèle
Ce programme n'a abouti qu'à la construction de deux redoutes :

### Redoute-modèleno1type 1811
Fort carré bastionné en maçonnerie de 90 mètres de côté.
- Fort Liédot sur l'île d'Aix

### Redoute-modèleno2type 1811
Fort carré bastionné en maçonnerie de 66 mètres de côté.
- Fort Napoléon en rade de Toulon